# Bataille de Brindisi (1156)
Guerres byzantino-normandes
La bataille de Brindisi, en 1156, oppose l'Empire byzantin et le royaume normand de Sicile pour le contrôle de l'Italie du Sud.
Cette bataille s'inscrit dans le cadre d'une campagne byzantine menée par l'empereur Manuel Ier Comnène dans le but de récupérer les Pouilles et la Calabre pour le compte de l'Empire byzantin, en profitant de la situation politique chaotique de la Sicile normande après la mort de Roger II et la succession de Guillaume le Mauvais. Bien que les forces byzantines réussissent à prendre le contrôle de nombreuses villes du sud de l'Italie, dont Bari, cependant, la défaite de Brindisi, infligée au cours d'un siège byzantin prolongé de la ville, met effectivement fin à la tentative de reconquête byzantine.
Après cette défaite, le diplomate byzantin Jean Axouch se rend à la base byzantine d'Ancône afin de négocier un traité favorable avec Guillaume. Il réussit de manière remarquable, et ses négociations permettent à Manuel de mettre fin à la guerre avec honneur, malgré une série de raids normands de grande envergure et efficaces sur les côtes égéennes de la Grèce et la consolidation de la Sicile normande sous le règne de Guillaume.